# Friedrich Carl Heinrich Strauch

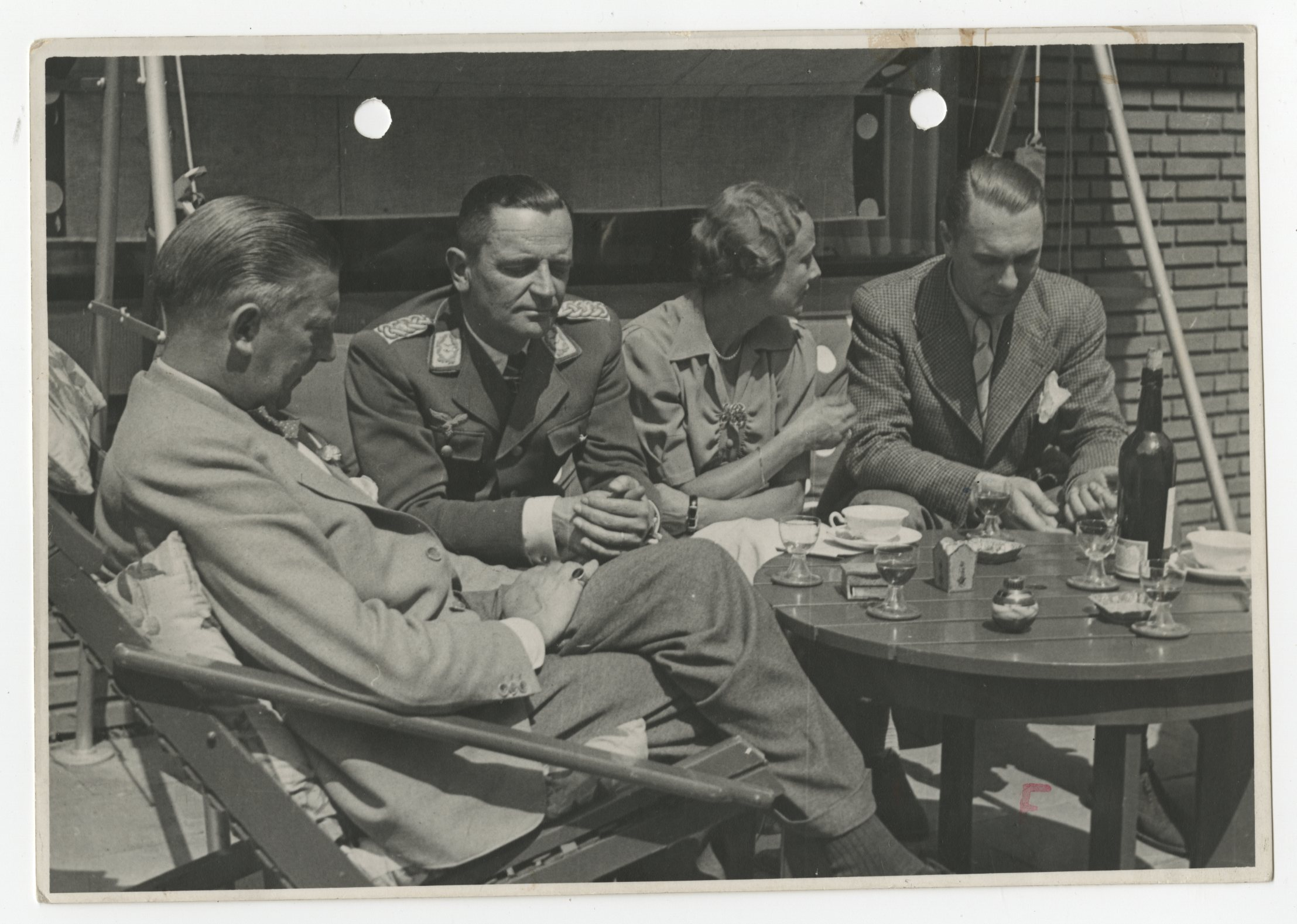
Friedrich Strauch (links) in gezelschap < 1945

Friedrich Carl Heinrich Strauch (5 september 1895 - 15 april 1959) was in de Eerste Wereldoorlog vanaf 4 juli 1916 opgenomen in Das Kaiserliche Deutsche Marineoffizierkorps. Hij werd op 26 april 1917 bevorderd tot Fähnrich zur See en op 28 september 1919 tot Leutnant zur See der Reserve.
Op 31 augustus 1939 kwam Strauch terug in actieve dienst bij de Kriegsmarine. Hij was gedurende enkele maanden Kommandant im Abschnitt Borkum en werd vervolgens overgeplaatst naar de Abwehrstelle Wilhelmshaven. In de rang van Oberleutnant zur See en in 1941 als Kapitänleutnant was zijn functie Abwehroffizier voor de Duitse inlichtingendienst, de Abwehr.

## Strauch en Marx
Strauch werkte vanaf 1939 - en wellicht zelfs al voordien - in Nederland voor de Duitse Abwehr. Hij opereerde onder de schuilnamen Strackowitz, Strauchwitz, Stranz, Herr Doktor en Dr. Rudi. Fritz Strauch, zoals zijn vrienden hem kenden, hield zich met name bezig met de opbouw van een spionagenet dat actief was op de Noordzee. Hij kreeg daarbij hulp van de Abwehrmann en Sonderführer Thomas Morkstein Marx, schuilnaam Tommy. Marx was de eigenaar van de Hollandsche Crediet- en Agentuur Maatschappij (H.C.A.M.). Sinds 3 oktober 1939 was daar als directeur aangesteld A.M.H. Straater.

## H.C.A.M.
De H.C.A.M. was een naamloze vennootschap die op 21 januari 1924 te Rotterdam was opgericht. De handelsmaatschappij stond daar ingeschreven bij de Kamer van Koophandel. In 1930 verhuisde de H.C.A.M. naar Den Haag en werd ook daar ingeschreven in het handelsregister. Om de spionageactiviteiten uit het zicht te houden van de buitenwereld werden Strauchs initiatieven ondergebracht bij deze maatschappij. Bij Strauchs Abwehr-activiteiten werden vissersschepen ingezet als spionageloggers. Aan boord van deze schepen voer een zogenaamde V-Mann (vertrouwensman) mee die was opgeleid tot marconist. Hij was uitgerust met een handvuurwapen.

## Vertrouwensman
De Reichscommissar für die besetzten Niederländische Gebiete stelde met ingang van 30 juni 1941 Strauch aan als Vertrauensmann en op 8 januari 1942 als Verwalter van de NV Vischhandel, Reederij en IJsfabriek Vrolijk te Scheveningen. Een onderafdeling van het Reichskommissariat had signalen opgevangen over een grote mate van onvrede en een slecht functionerende leiding binnen deze firma. Oorzaak was de aanwezigheid van een slecht communicerende - tweekoppige - leiding; de komst van Strauch binnen de rederij leidde onder meer tot het uitplaatsen van een der directeuren. Een toelichting op de keuze voor Strauch als Vertrauensmann en later als Verwalter is nergens in relevante documentatie onderbouwd.
In 1943 kreeg Strauch een buitenlandplaatsing. Hij werd na de oorlog door het Amerikaanse leger geïnterneerd in een krijgsgevangenkamp in het Duitse stadje Bad Salzuflen. Vanaf 23 oktober 1946 werd door Nederland om uitlevering verzocht. Deze vond plaats op 19 maart 1947. Strauch werd op 21 maart 1947 opgenomen in de strafgevangenis te Vught. Na uitvoerige verhoren werd hij op 22 maart 1948 op transport gezet naar Bad Salzuflen in de Amerikaanse zone in Duitsland waar hij ook voordien gedetineerd was. Er volgde in Nederland geen strafvervolging, dat werd verder aan de Amerikanen overgelaten.